# Dzintars Zirnis
Dzintars Zirnis (Riga, 25 aprile 1977) è un ex calciatore lettone, di ruolo difensore.

## Palmarès

### Club

#### Competizioni nazionali
- Campionato lettone: 2

Metalurgs Liepāja: 2005, 2009
- Coppa di Lettonia: 1

Metalurgs Liepāja: 2006

#### Competizioni internazionali
- Baltic League: 1

Metalurgs Liepāja: 2007